# Kaliopi Chamonikola
Kaliopi Chamonikola (též Chamonikolasová, * 17. listopadu 1954 Brno) je česká a moravská historička a teoretička umění řeckého původu; badatelka v oblasti sakrality a medievistiky. Specializuje se zejména na umění pozdního středověku (hlavně Lucase Cranacha), ale také na současné umění. V minulosti byla ředitelkou Moravské galerie v Brně a nyní vyučuje na Fakultě výtvarných umění VUT v Brně a UMPRUM v Praze, externě pak na Filozofické fakultě MU v Brně. Byla inspirátorkou a spoluautorkou rozsáhlého výstavního a vědeckého projektu Od gotiky k renesanci 1400–1550.

## Život
Dětství
Kaliopi Chamonikola (své jméno má po babičce, je to také odkaz na řeckou bohyni Kaliopé) se narodila 17. listopadu 1954 již v Brně. Její rodina však přišla do tehdy Československé republiky z Řecka. Byla to vlna politických emigrantů, kteří utíkali před tamním režimem po roce 1948. Rodina slavila každý nový rok památným přípitkem „příští rok v Řecku“.
Studium
Po základní škole vykrystalizovalo její nadšení pro drobný umělecký průmysl, který studovala na Střední umělecko-průmyslové škole na Husově ulici v Brně. Zabývala se šperkařstvím, hračkami, ale také knihami a jejich vazbou. Sama sebe v té době již považovala za spíše usazenou v teorii umění, než v tvorbě umění. Proto se po ukončení střední školy vydala studovat dějiny umění na Filozofické fakultě J. E. Purkyně (tj. dnešní Masarykově univerzitě) taktéž v Brně. Už její diplomová práce se soustředila na řezbářství 15. století a jejím zájmem se stal středověk. Disertaci věnovala středověkému umění na Moravě. Její snaha byla spojena s obrovskou výstavou (1999) Od gotiky k renesanci – výtvarná kultura Moravy a Slezska. Výstava probíhala ve třech městech (v Brně, v Olomouci a v Opavě) současně a představila takové množství památek, jaké se ještě nikdy dříve nepodařilo shromáždit. Zápůjčky poskytlo několik desítek galerií, knihoven, církevních objektů, archivů, muzeí, ale i soukromých majitelů (některé sbírky pocházely ze zahraničí). Na třech výstavách se Chamonikole podařilo shromáždit více než 700 originálních exponátů coby reprezentativní výběr tohoto období. V řadě sbírek tehdy ještě zůstalo mnoho objektů, protože nebyly v dobrém stavu nebo je jako živé památky nebylo možné vyjmout z jejich liturgického provozu.
Ředitelkou Moravské galerie
Po absolvování magisterského studia a rigorózního řízení (PhDr., 1982) začala pracovat v Muzeu v Ivančicích, kde zpracovávala např. expozici Alfonse Muchy, ale také regionální sbírky. Dále pracovala stále v oblasti středověkého umění, převážně sochařství. Na konci osmdesátých let nastoupila jako kurátorka sbírky starého umění v Moravské galerii, poté se stala její ředitelkou. V Moravské galerii strávila 26 let. Následně v letech 2004 až 2005 působila na Správě Pražského hradu jako vedoucí odboru kultury. Zde realizovala ojedinělý projekt věnovaný Lucasu Cranachovi staršímu a mapování jeho stop v našem českém prostředí.
Pedagogická činnost
Od roku 2008 působí jako vysokoškolská pedagožka v oblasti teorie a dějin umění na Vysoké škole uměleckoprůmyslové v Praze a na Fakultě výtvarných umění v Brně. Externě pak také přednáší na Filozofické fakultě Masarykovy univerzity v Brně (v devadesátých letech také na Semináři dějin umění).
Další činnost
- 2008: Členka nákupní komise Sbírky starého umění Národní galerie v Praze
- od 2007: Členka Umělecké rady Fakulty výtvarných umění VUT v Brně
- od 2006: Členka Akademie designu České republiky
- 2002–2005: Členka výstavní rady Domu umění města Brna
- 1990–2003: Členka redakční rady Bulletinu Moravské galerie v Brně
- 1998–2000: Členka dramaturgické rady a gestor pro obor muzejnictví projektu Praha – evropské město kultury roku 2000
- 1995–1999: Členka nákupní komise starého umění Národní galerie v Praze
- od 1996: Členka redakční rady časopisu Umění (vyd. Ústavem dějin umění ČAV)
- od 1996: Členka redakční rady nakladatelství VUTIUM (VUT v Brně)

## Publikační činnost
- Artemis
- Lucas Cranach a české země
- Světský oltář
- Melancholie
- Gotika: stálá expozice starého umění

## Doktorandi (Katedra teorií a dějin umění FaVU VUT)
- Mgr. Jana Kořínková, Ph.D. (absolvovala 2016)
- Mgr. et Mgr. Andrea Vatulíková, Ph.D. (absolvovala 2017)
- Mgr. Filip Gorazd Martinek (studuje od 2020)